# Hochschule für Musik und Darstellende Kunst Frankfurt am Main
De Hochschule für Musik und Darstellende Kunst is een Duitse hogeschool voor muziek en theater in Frankfurt, die opgericht werd in 1938. Ze is de enige in de deelstaat Hessen.

## Geschiedenis
De hogeschool werd officieel in 1938 opgericht, maar de wortels gaan terug op het eerste en belangrijkste conservatorium van de stad, het Dr. Hoch’s Konservatorium uit 1878. Het was een stichting van de vermogende burger dr. Joseph Hoch, die in zijn testament verordende, dat zijn vermogen voor de oprichting en het bedrijf van een Anstalt für Musik ingezet zou worden. De eerste directeur van dit conservatorium was de componist Joachim Raff. Het lukte hem internationaal bekende kunstenaars aan te werven als docent voor het nieuwe conservatorium, zoals zanger Julius Stockhausen, violist Hugo Heermann en pianiste Clara Schumann. Ook de opvolger van Raff in 1882, directeur Bernhard Scholz, kon met Engelbert Humperdinck en cellist Hugo Becker goede docenten voor dit instituut winnen.
Tot de bekende leerlingen behoren niet alleen Duitse studenten, zoals Hans Pfitzner, Paul Hindemith, Ernst Toch en filosoof Theodor Ludwig Wiesengrund Adorno, maar ook buitenlandse, zoals Edward MacDowell, Percy Aldridge Grainger of Hans Rosbaud.
In 1938 werd het Hoch'sche Konservatorium in een statelijke hogeschool voor muziek veranderd. Na de Tweede Wereldoorlog werd in 1947 de hogeschool op initiatief van de organist Helmut Walcha heropend. Na een opbouwperiode in de jaren zestig kon ze de vroegere belangstelling weer bereiken. Ook het Hoch'sche Konservatorium werd in 1947 weer heropend, maar diende als verbinding tussen muziekschool en hogeschool voor muziek. Later werd de professionele opleiding aan dit instituut opnieuw in het leven geroepen.

## Tegenwoordig
De school herbergde in 2015 circa 900 studenten en ruim 400 medewerkers (professoren, docenten en administratief personeel). De muzikale studierichtingen omvatten zowel de artistieke instrumentaal- en zangopleiding alsook de pedagogische vakken zoals compositie, directie en kerkmuziek. Verdere studierichtingen behoren tot de afdelingen muziektheater, schouwspel en dans. De hogeschool bezit promotierecht in de vakken musicologie en muziekpedagogiek.
Hoofd van de school werd in 2016 Christopher Brandt, bijgestaan door Ernst Klötzke.